# Prog, fusion, metal, leather and sweat
Prog, fusion, metal, leather and sweat is het tweede livealbum van Mastermind. Het album is opgenomen nadat Excelsior! was uitgebracht en Angels of the apocalypse in de mix zat. De gelegenheid was het Nearfest (festival voor progressieve rock) van 1999. Jens Johansson was net vertrokken en vervangen door Mickey Simmonds uit de band van Fish.

## Musici
- Bill Berents – gitaar, gitaarsynthesizer, zang
- Rich Berents – slagwerk, percussie
- Lisa Bouchelle – zang, akoestische gitaar
- Mickey Simmonds – toetsinstrumenten
- Bob Eckman – basgitaar

## Muziek
| Nr. | Titel                 | Duur  |
| --- | --------------------- | ----- |
| 1.  | On the road by noon   | 6:30  |
| 2.  | The approaching storm | 7:30  |
| 3.  | Tokyo rain            | 7:06  |
| 4.  | The end of the world  | 10:46 |
| 5.  | Sudden impulse        | 5:23  |
| 6.  | Decide for yourself   | 6:23  |
| 7.  | A million miles away  | 6:47  |
| 8.  | Sky dancer            | 5:40  |
| 9.  | When the walls fell   | 13:56 |
| 10. | Jubilee (encore)      | 9:52  |

Jubilee werd gebruikt om allerlei fragmenten uit de klassieke muziek aan elkaar te lassen.